# یادگیری تجربی

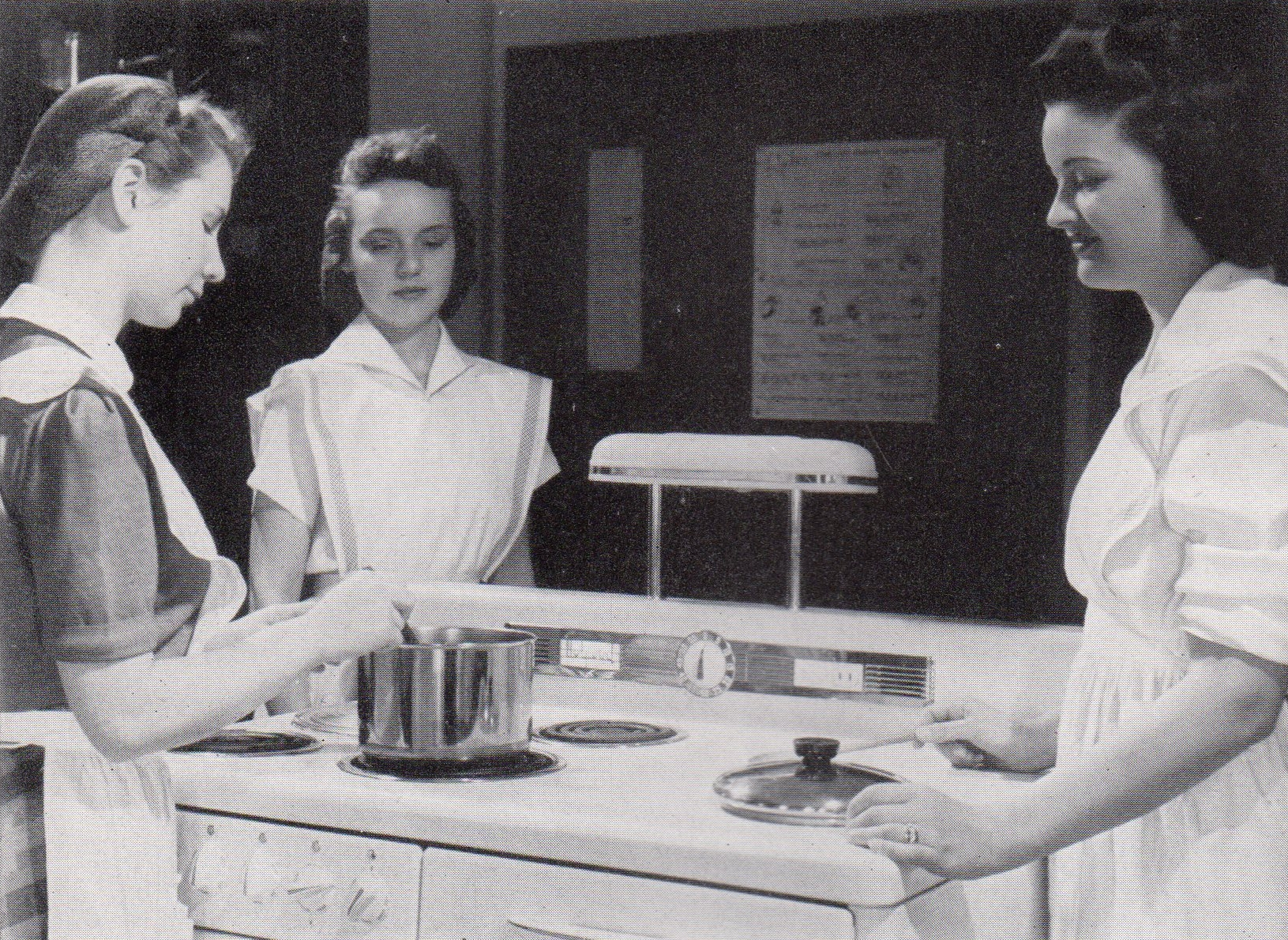
دانشجویان کالج شیمر در حال یادگیری آشپزی از طریق پختن، ۱۹۴۲.

یادگیری تجربی (به انگلیسی: Experiential learning)، فرایند یادگیری از طریق تجربه است و به‌طور محدودتر به عنوان «یادگیری از طریق بازتاب در انجام» تعریف می‌شود. یادگیری عملی (با دست) می‌تواند شکلی از یادگیری تجربی باشد، اما لزوماً شامل تفکر دانش‌آموزان دربارهٔ تولید آنها نمی‌شود. یادگیری تجربی متمایز از یادگیری به‌یادسپاری یا آموزشی است که در آن یادگیرنده نقش نسبتاً منفعلانه‌ای ایفا می‌کند. این شیوه با شکل‌های دیگر یادگیری فعال مانند یادگیری عملی، یادگیری ماجراجویانه، یادگیری انتخاب آزاد، یادگیری مشارکتی، یادگیری خدمت‌محور و یادگیری موقعیتی مرتبط است، اما مترادف با آن‌ها نیست.
شکل ۱ – مدل یادگیری تجربی دیوید کولب (ELM)
|             | ⮣ | تجربه محض         | ⮧ |               |
| آزمایش فعال |   |                   |   | مشاهده بازتاب |
|             | ⮤ | مفهوم‌سازی انتزاعی | ⮠ |               |